# Витински полуостров
Вижте пояснителната страница за други значения на Витиния.
Вижте пояснителната страница за други значения на Коджаели.
 между Черно море на север, протока Босфор на запад и Мраморно море на югозапад и юг]]
Витинският полуостров или Витиния, със съвременно име Коджаели (на турски: Kocaeli), е полуостров в северозападната част на полуостров Мала Азия, в Турция. 

## География
Полуостровът е разположен между Черно море на север, протока Босфор на запад и Мраморно море на югозапад и юг. Източната граница се прокарва приблизително по 30° и.д. Дължина от запад на изток около 75 km, ширина до 50 km. На югозапад от него се намира архипелага Принцови острови. Босфорът на запад и Измитският залив на юг представляват тектонски разломи на кората на Земята, поради което полуостровът е крайно сеизмичен. Релефа представлява плато и невисоки хълмове, които са северозападни разклонения на Понтийските планини и са изградени предимно от кварцити, варовици и пясъчници. Максимална височина 537 m. В центъра е езерото Омерли. Реките са къси и маловодни, като най-голяма е Рива, вливаща се в Черно море. Преобладава типично средиземноморски климат въпреки честите студени ветрове от Черно море през зимата. Флората в северната причерноморска зона е от широколистни гори, ниски дървета и храсти, а край топлия южен бряг, силно изменена от хората, като господстват селскостопанските ландшафти с лозя, черничеви и тутови насаждения. Южният бряг край Мраморно море е много плътно застроен. Основните градове са (от запад на изток): (Източен) Истанбул, Даръджа (Darıca), Гебзе, Кьорфез (Körfez), (Западен) Измит. Има курорти и вилни зони, образуващи така наречената Анадолска Ривиера.

## История
Наименованието на полуострова произлиза от съществувалата там в древността тракийска държава Витиния, населявана от витини. Тогавашният Измит е наречен Никомедия по тракийския цар Никомед I.
Регионът е покорен от римляните и е включен в провинция Витиния и Понт на Римската империя. Особена важност районът придобива през IV век, когато Никомедия става столица за кратко на Източната римска империя, преди да бъде преместена във Византион.
В началото на XIII век полуостровът се контролира от Латинската империя на кръстоносците, после в продължение на век е в състава на гръко-византийски държави. Завладян е от османски турци през 1338 г., които го преименуват на Коджаели. Става място за султански вили през XIX век.